# Écuelles (Saône-et-Loire)
Pour les articles homonymes, voir Écuelles.
Écuelles est une commune française située dans le département de Saône-et-Loire, en région Bourgogne-Franche-Comté.

## Géographie

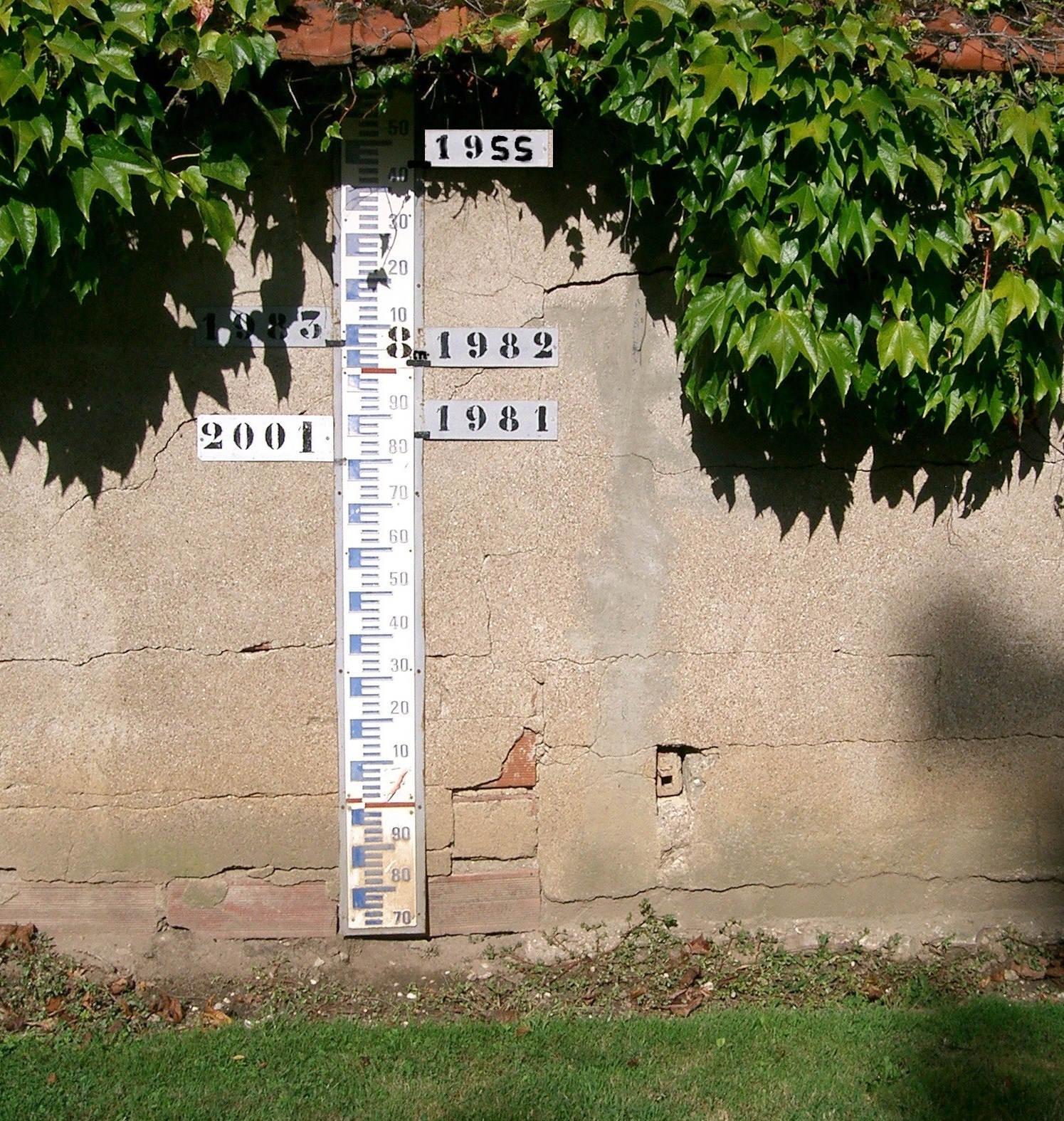
Les inondations historiques de la Saône depuis 1950.

Écuelles est un petit village situé au bord de la Saône à proximité de Verdun-sur-le-Doubs, au nord de la Saône-et-Loire.

### Climat
Pour des articles plus généraux, voir Climat de la Bourgogne-Franche-Comté et Climat de Saône-et-Loire.
En 2010, le climat de la commune est de type climat océanique dégradé des plaines du Centre et du Nord, selon une étude du Centre national de la recherche scientifique s'appuyant sur une série de données couvrant la période 1971-2000. En 2020, Météo-France publie une typologie des climats de la France métropolitaine dans laquelle la commune est exposée à un climat semi-continental et est dans la région climatique Bourgogne, vallée de la Saône, caractérisée par un bon ensoleillement (1 900 h/an), un été chaud (18,5 °C), un air sec au printemps et en été et des vents faibles.
Pour la période 1971-2000, la température annuelle moyenne est de 11,1 °C, avec une amplitude thermique annuelle de 17,8 °C. Le cumul annuel moyen de précipitations est de 836 mm, avec 11,2 jours de précipitations en janvier et 7,5 jours en juillet. Pour la période 1991-2020, la température moyenne annuelle observée sur la station météorologique de Météo-France la plus proche, « Bragny sur Saône », sur la commune de Bragny-sur-Saône à 4 km à vol d'oiseau, est de 12,3 °C et le cumul annuel moyen de précipitations est de 845,9 mm. 
La température maximale relevée sur cette station est de 40,3 °C, atteinte le 24 juillet 2019 ; la température minimale est de −12,9 °C, atteinte le 5 février 2012,,.
Les paramètres climatiques de la commune ont été estimés pour le milieu du siècle (2041-2070) selon différents scénarios d'émission de gaz à effet de serre à partir des nouvelles projections climatiques de référence DRIAS-2020. Ils sont consultables sur un site dédié publié par Météo-France en novembre 2022.

## Urbanisme

### Typologie
Au 1er janvier 2024, Écuelles est catégorisée commune rurale à habitat dispersé, selon la nouvelle grille communale de densité à sept niveaux définie par l'Insee en 2022.
Elle est située hors unité urbaine. Par ailleurs la commune fait partie de l'aire d'attraction de Beaune, dont elle est une commune de la couronne,. Cette aire, qui regroupe 64 communes, est catégorisée dans les aires de 50 000 à moins de 200 000 habitants,.

### Occupation des sols
L'occupation des sols de la commune, telle qu'elle ressort de la base de données européenne d’occupation biophysique des sols Corine Land Cover (CLC), est marquée par l'importance des territoires agricoles (67 % en 2018), une proportion sensiblement équivalente à celle de 1990 (67,3 %). La répartition détaillée en 2018 est la suivante : terres arables (29,8 %), forêts (26,4 %), prairies (21,9 %), zones agricoles hétérogènes (15,3 %), eaux continentales (4,1 %), zones urbanisées (2,6 %). L'évolution de l’occupation des sols de la commune et de ses infrastructures peut être observée sur les différentes représentations cartographiques du territoire : la carte de Cassini (XVIIIe siècle), la carte d'état-major (1820-1866) et les cartes ou photos aériennes de l'IGN pour la période actuelle (1950 à aujourd'hui).

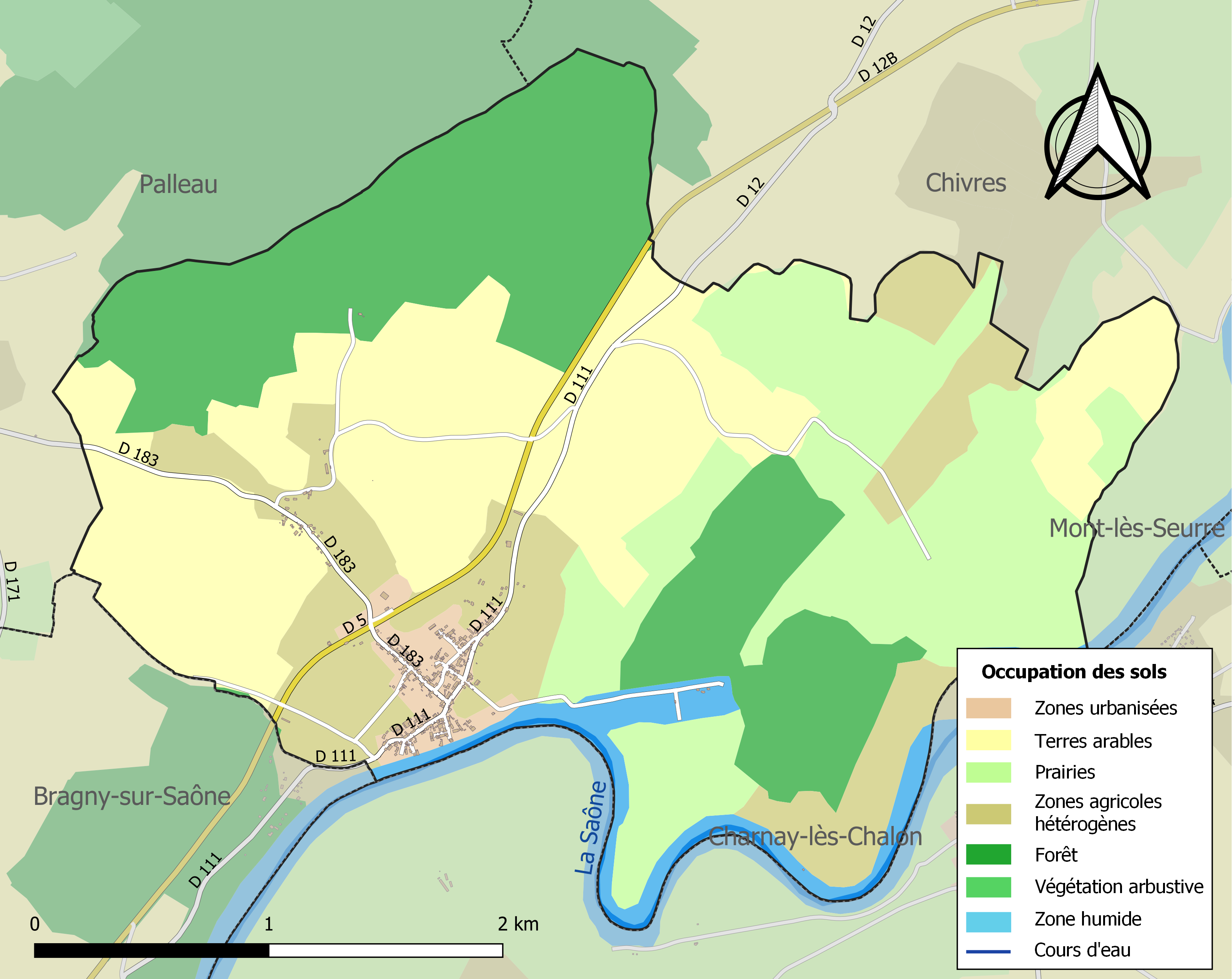
Carte des infrastructures et de l'occupation des sols de la commune en 2018 (CLC).

## Histoire
Écuelles était auparavant un gros bourg avec sa gare SNCF qui reliait Seurre à Chalon-sur-Saône. Cette voie ferrée a été remplacée par une route qui suit le tracé exact de Seurre à Allerey.
Ce village avait une école de filles et une école de garçons dans des bâtiments distincts.
Le saint patron est saint Louis (roi de France)  dont des reliques sont conservées en son église. Jadis la célébration de saint Louis donnait lieu à des processions religieuses importantes jusqu'au hameau de Molaise où était située l'abbaye de Molaise (abbaye de moniales cisterciennes dépendant de l'abbaye-mère de Tart). Il subsiste aujourd'hui peu de vestiges de cette époque, bien qu'une statue de la Vierge soit visible.
1806 : Molaise, alors commune (mais aujourd'hui simple hameau d'Écuelles), est l'une des premières communes de Saône-et-Loire à être cadastrée, conformément aux dispositions de l'arrêté du 12 brumaire an XI établissant le premier système de cadastre dit « par masse de culture » (il s'agissait d’établir la nature des cultures présentes sur le territoire des communes sans introduire toutefois de découpage entre les parcelles, l'administration se chargeant de faire coïncider les déclarations des propriétaires et les superficies concernées).

## Politique et administration
| Période                                  | Période    | Identité        | Étiquette | Qualité           |
| ---------------------------------------- | ---------- | --------------- | --------- | ----------------- |
| ?                                        | ?          | Gaston Villard  | Rad.      | Médecin           |
| mars 1983                                | juin 1995  | Bernard Tiercin |           |                   |
| juin 1995                                | avril 2015 | Jack Brécier    | DVG       | Technicien expert |
| avril 2015                               | en cours   | Guy Carlot      |           |                   |
| Les données manquantes sont à compléter. |            |                 |           |                   |

## Démographie
L'évolution du nombre d'habitants est connue à travers les recensements de la population effectués dans la commune depuis 1793. Pour les communes de moins de 10 000 habitants, une enquête de recensement portant sur toute la population est réalisée tous les cinq ans, les populations de référence des années intermédiaires étant quant à elles estimées par interpolation ou extrapolation. Pour la commune, le premier recensement exhaustif entrant dans le cadre du nouveau dispositif a été réalisé en 2004.

En 2022, la commune comptait 255 habitants, en évolution de −8,6 % par rapport à 2016 (Saône-et-Loire : −1,06 %, France hors Mayotte : +2,11 %).
| 1793 | 1800 | 1806 | 1821 | 1831 | 1836 | 1841 | 1846 | 1851 |
| ---- | ---- | ---- | ---- | ---- | ---- | ---- | ---- | ---- |
| 417  | 493  | 466  | 459  | 601  | 623  | 605  | 621  | 652  |

| 1856 | 1861 | 1866 | 1872 | 1876 | 1881 | 1886 | 1891 | 1896 |
| ---- | ---- | ---- | ---- | ---- | ---- | ---- | ---- | ---- |
| 648  | 637  | 659  | 626  | 619  | 658  | 665  | 604  | 534  |

| 1901 | 1906 | 1911 | 1921 | 1926 | 1931 | 1936 | 1946 | 1954 |
| ---- | ---- | ---- | ---- | ---- | ---- | ---- | ---- | ---- |
| 524  | 483  | 459  | 396  | 402  | 365  | 335  | 338  | 289  |

| 1962 | 1968 | 1975 | 1982 | 1990 | 1999 | 2004 | 2006 | 2009 |
| ---- | ---- | ---- | ---- | ---- | ---- | ---- | ---- | ---- |
| 257  | 239  | 215  | 167  | 166  | 169  | 211  | 209  | 206  |

| 2014 | 2019 | 2022 | - | - | - | - | - | - |
| ---- | ---- | ---- | - | - | - | - | - | - |
| 262  | 262  | 255  | - | - | - | - | - | - |

## Culture locale et patrimoine

### Lieux et monuments
- l'église Saint-Cyr-et-Sainte-Julitte[Note 6], édifice construit en 1838 sur les plans de l'architecte chalonnais Zola (1797-1864)[18] et dont le chœur est orné d'une « Présentation de Jésus », peinture murale exécutée en 1965 par l'artiste Michel Bouillot[19] à la demande du père Jean Hermann (1923-2014), curé du lieu (les deux hommes ayant fait connaissance à Lugny, où l'un et l'autre enseignaient vers 1950[20]). Autel à saint Louis, reliques du saint et vitrail évoquant la mort du roi[21].
- l'abbaye de Molaise, abbaye de dames fondée en 1142 qui avait adopté la règle de Cîteaux (règle de saint Benoît) et qui fut vendue comme bien national en 1791 (la plupart des bâtiments ont été démolis, mais l'église d'Écuelles a pu recueillir certaines statues ainsi que les précieuses reliques de saint Louis et de sainte Ursule) ;
- la fontaine à saint Louis, au hameau de Molaise, lieu de pèlerinage inauguré et béni le 25 août 1848, où les malades venaient jadis guérir des écrouelles[21].
- la grande écluse alimentée par le barrage de Charnay-lès-Chalon, terminée en 1971 et aménagée pour permettre le passage de bateaux de 1350 tonnes et de convois poussés de 3000 tonnes sur l'axe mer du Nord-Méditerranée[22].

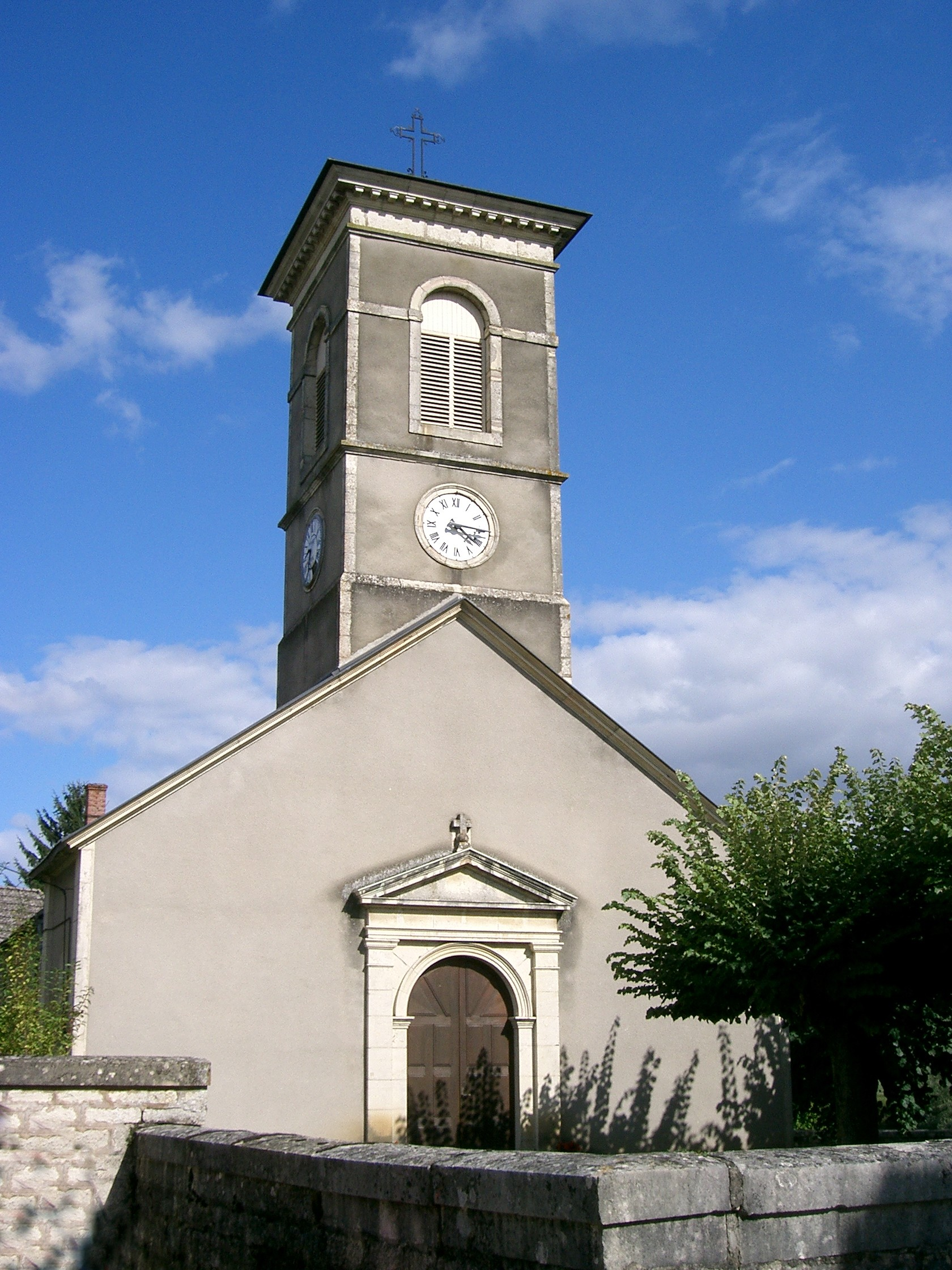
L'église Saint-Cyr-et-Sainte-Julitte.
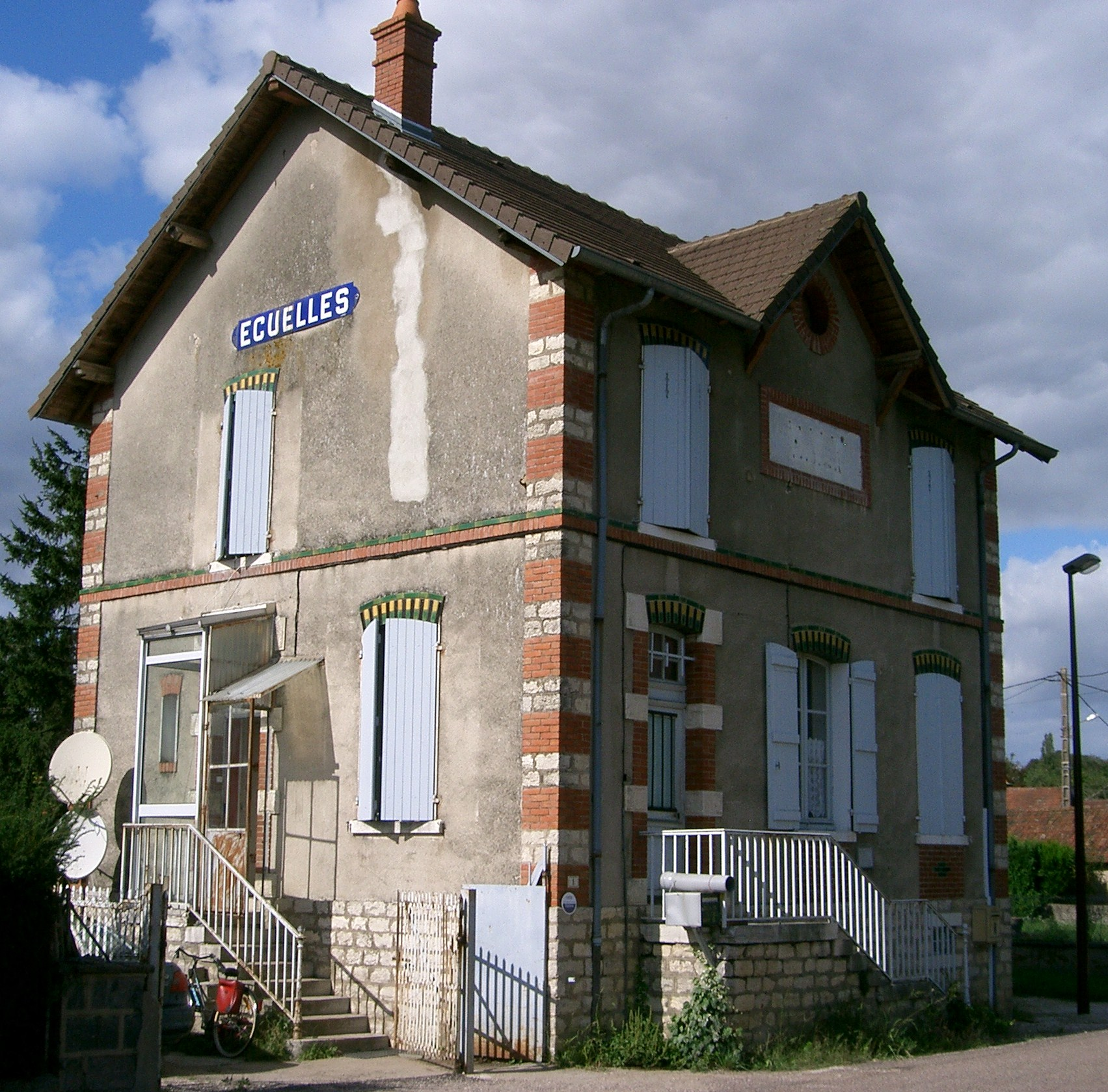
Le bâtiment de l'ancienne poste d'Écuelles.
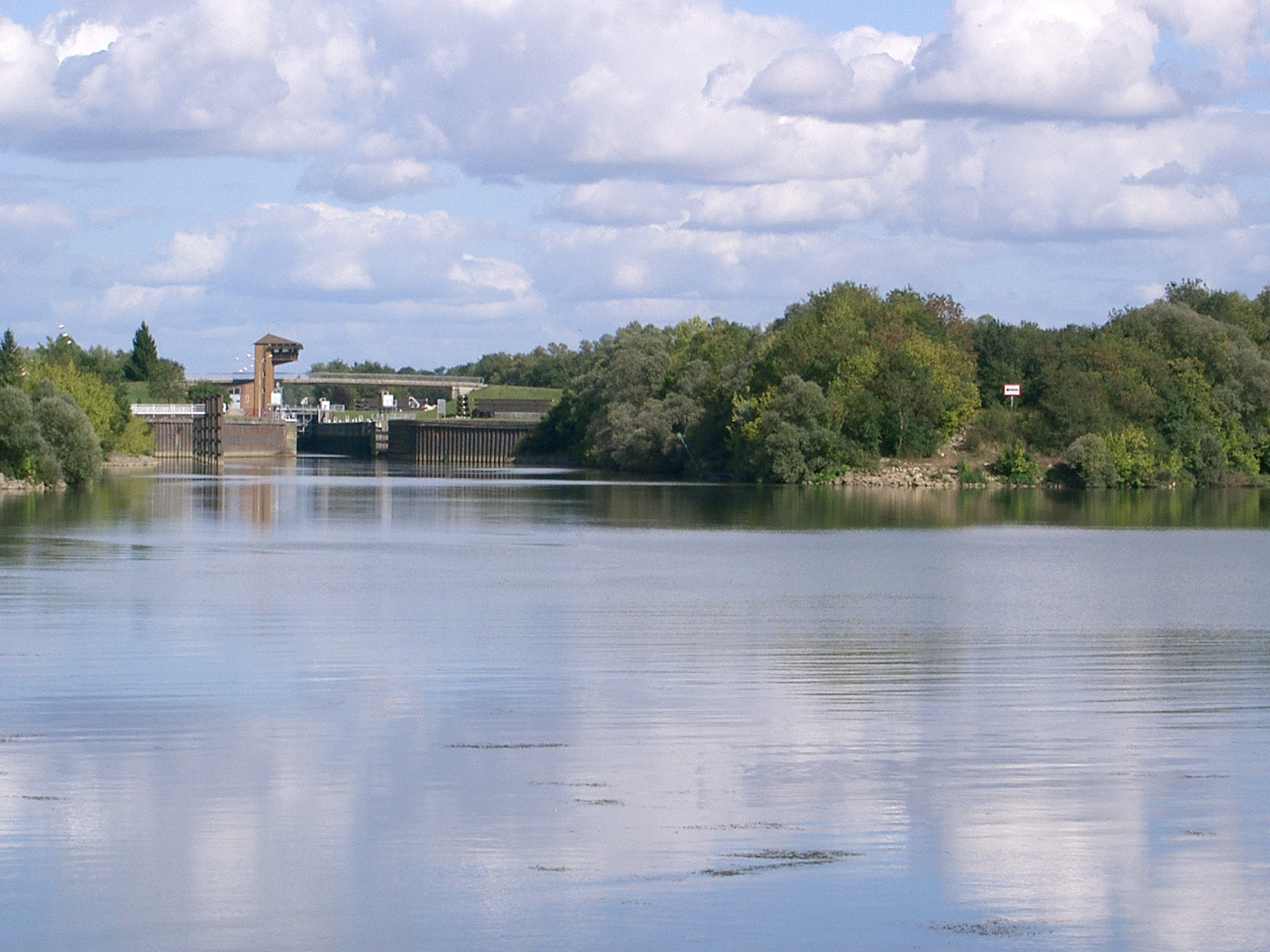
La Saône et l'écluse d'Écuelles.

### Personnalités liées à la commune
- Pierre Vaux, né le 8 janvier 1821 à Écuelles, qui fut instituteur à Longepierre de 1842 à 1850, année de sa suspension (13 mars) et de sa révocation (21 mars), pour être accusé d'être le chef des « rouges » de la commune[23]. Élu maire de Longepierre le 28 janvier 1851 mais destitué par le préfet de Saône-et-Loire, il fut accusé — à tort — d'une série de vingt-cinq incendies qui éclatèrent dans le village et fut condamné par la cour d'assises à Chalon-sur-Saône en juin 1852, avec d'autres, aux travaux forcés à vie et déporté à Cayenne, où il arriva en septembre 1855. Il y mourut en 1875. Grâce à l'obstination de son fils, Pierre Vaux fut réhabilité le 16 décembre 1897[24].

## Pour approfondir